# Eartha Kitt
Eartha Kitt, właśc. Eartha Mae Keith (ur. 17 stycznia 1927 w North, zm. 25 grudnia 2008 w Weston) – amerykańska piosenkarka i aktorka.
8 lutego 1960 otrzymała własną gwiazdę w Alei Gwiazd w Los Angeles znajdującą się przy 6656 Hollywood Boulevard.

## Życiorys

### Wczesne lata
Urodziła się na plantacji bawełny w niewielkim mieście North w Karolinie Południowej. Jej matka, Annie Mae Keith (później Annie Mae Riley), była pochodzenia afrykańskiego i czirokeskiego. Choć niewiele wiedziała o swoim ojcu, powszechnie uważa się, że był on synem właściciela plantacji, na której się urodziła, i że Kitt została poczęta w wyniku gwałtu. W biografii z 2013, brytyjski dziennikarz John Williams stwierdził, że ojcem Kitt był biały mężczyzna, miejscowy lekarz nazwiskiem Daniel Sturkie. Jednak córka Kitt, Kitt McDonald Shapiro, kwestionowała prawdziwość tego twierdzenia.
Jej matka wkrótce zamieszkała z czarnym mężczyzną, który odmówił przyjęcia Earthy ze względu na jej stosunkowo bladą cerę. Kitt była wychowywana przez krewną, ciotkę Rosę, w której domu była wykorzystywana. Po śmierci swojej matki, została wysłana do innej bliskiej krewnej, Mamie Kitt, którą Eartha później zaczęła uważać za jej biologiczną matkę w Harlemie, gdzie uczęszczała do Metropolitan Vocational High School (później przemianowanej na High School of Performing Arts).

### Kariera

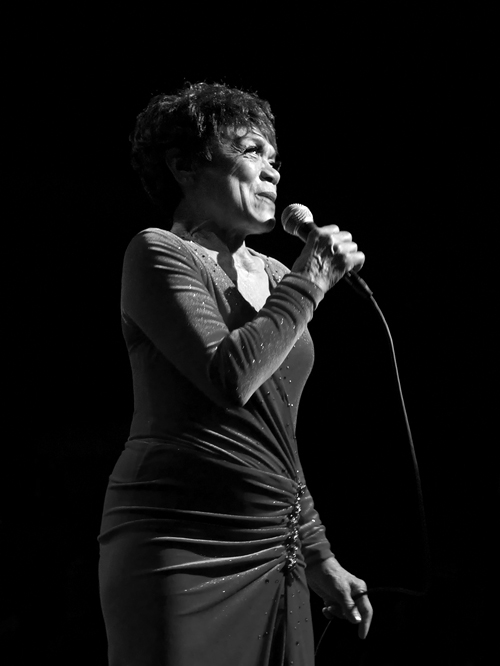
Eartha Kitt podczas koncertu (2007)

W latach 1943–1948 występowała w zespole Katherine Dunham Company. Nagrała takie hity jak „Monotonous” (1952), „Under the Bridges of Paris” (1953), „C’est si bon” (1953), „I Want to Be Evil” (1953), „Santa Baby” (1953), „Mink Shmink” (1954), „Let’s Do It” (1954; muz. Cole Porter), „Just an Old Fashioned Girl” (1956) czy „Love for Sale” (1962). Wyjątkowy styl Kitt uwydatnił się, gdy podczas lat występów w Europie opanowała biegle język francuski. Kitt mówiła czterema językami i śpiewała w 11, co pokazała w wielu nagraniach „na żywo” swoich występów kabaretowych.
W 1950 Orson Welles obsadził Kitt w roli Heleny trojańskiej w swojej inscenizacji Fausta. Dwa lata później wystąpiła na Broadwayu w rewii Nowe twarze 1952 roku (1952), w której wykonała piosenki „Monotonous” i „Bal, Petit Bal”. Grała w sztukach broadwayowskich: Pani Patterson (1954) jako Theodora „Teddy” Hicks, Shinbone Alley (1957) jako Mehitabel i Postęp Jolly (1959) jako Jolly Rivers. Wkrótce zaistniała także na ekranie w roli Renee w dramacie Znak jastrzębia (The Mark of the Hawk, 1957) u boku Sidneya Poitiera, Gogo Germaine w dramacie muzycznym St. Louis Blues (1958), gdzie wystąpili mistrzowie jazzu i bluesa Nat King Cole, Pearl Bailey, Cab Calloway i Ella Fitzgerald, oraz w tytułowej roli zmagającej się z brudną przeszłością Anny Lucasty w dramacie Anna Lucasta (1958) z Sammy Davisem Juniorem.

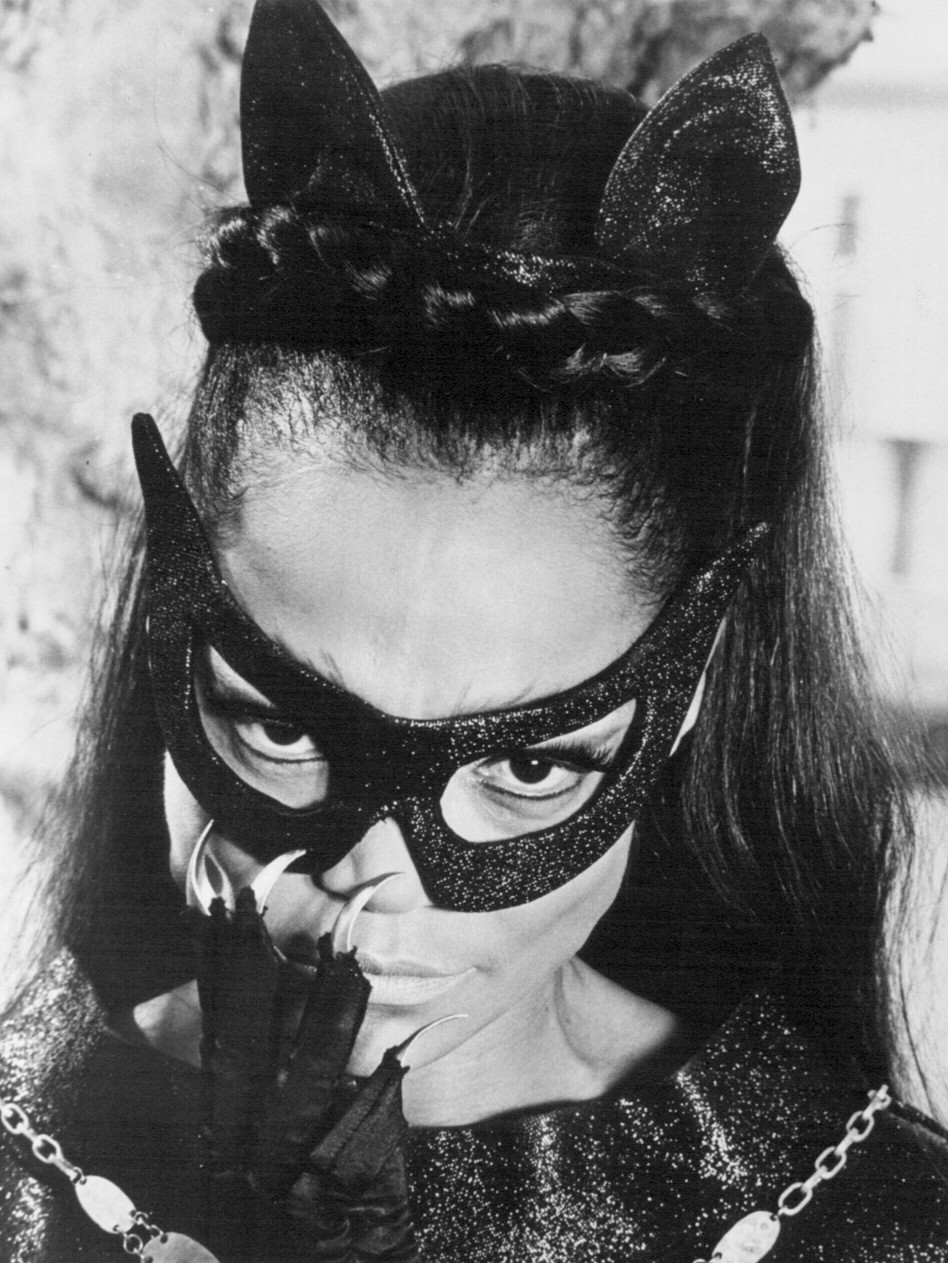
Eartha Kitt w roli Kobiety-Kota (1967)

Zasłynęła rolą Kobiety-Kota w serialu ABC Batman (1967–1968), w którym zastąpiła Julie Newmar. Kitt występowała również w rewiowych teatrach i kasynach w Las Vegas, gdzie poznała polską piosenkarkę Violettę Villas. W 1978 powróciła triumfalnie na Broadway w roli Shaleem-La-Lume w musicalu Timbuktu, za którą była nominowana do nagrody Tony Award. Wylansowała przeboje disco takie jak: „Where Is My Man” (1983), „I Love Men” (1984), „This Is My Life” (1986), „I Don’t Care” (1986), „Cha Cha Heels” (1989) z Bronski Beat i „Primitive Man” (1989). Występowała głównie w Stanach Zjednoczonych i Europie Zachodniej. W 2000 zdobyła nominację do Tony Award za drugoplanową rolę Dolores w musicalu Dzika impreza. Rola głodowa Yzmy w filmie animowanym Nowe szaty króla (2000) i serialu Disney Channel Nowa szkoła króla (2006–2008) przyniosła jej trzy nagrody filmowe Annie (2001, 2006, 2007) i trzy Emmy (2007, 2008, 2010). Jako Madame Vallet w produkcji off-broadwayowskiej Mimi le Duck w 2007 otrzymała nagrodę AUDELCO za wybitną kreację w musicalu.

## Życie prywatne
9 czerwca 1960 zawarła związek małżeński z Williamem O. McDonaldem, z którym miała córkę Kitt (ur. 26 listopada 1961). 26 marca 1964 doszło do rozwodu.
Zmarła 25 grudnia 2008 w Weston w Connecticut na raka jelita grubego w wieku 81 lat.

## Filmografia
| Rok  | Tytuł                                                                       | Rola                      | Reżyser                                |
| ---- | --------------------------------------------------------------------------- | ------------------------- | -------------------------------------- |
| 1948 | Casbah                                                                      |                           | John Berry                             |
| 1951 | Paryż jest zawsze Paryżem (Parigi è sempre Parigi)                          | w roli samej siebie       | Luciano Emmer                          |
| 1954 | New Faces                                                                   | w roli samej siebie       | Harry Horner, John Beal                |
| 1957 | The Mark of the Hawk                                                        | Renee                     | Michael Audley                         |
| 1958 | St. Louis Blues                                                             | Gogo Germaine             | Allen Reisner                          |
| 1958 | Anna Lucasta                                                                | Anna Lucasta              | Arnold Laven                           |
| 1961 | Saint of Devil’s Island                                                     | Annette                   | Douglas Cox                            |
| 1965 | Chata wuja Toma (Uncle Tom’s Cabin)                                         | piosenkarka               | Géza von Radványi                      |
| 1965 | Synanon                                                                     | Betty Kimble              | Richard Quine                          |
| 1971 | W górę pasa czystości (Up the Chastity Belt)                                | Szeherezada               | Bob Kellett                            |
| 1975 | Friday Foster                                                               | Madame Rena               | Arthur Marks                           |
| 1986 | Butterflies in Heat                                                         | Lola                      | Cash Baxter                            |
| 1986 | Różowe klejnoty (The Pink Chiquitas)                                        | Betty / Meteor (głos)     | Anthony Currie                         |
| 1987 | Wężowi wojownicy (The Serpent Warriors)                                     | wężowa kapłanka           | John Howard, Niels Rasmussen           |
| 1987 | Master of Dragonard Hill                                                    | Naomi                     | Gérard Kikoïne                         |
| 1988 | Dragonard                                                                   | Naomi                     | Gérard Kikoïne                         |
| 1989 | Eryk wiking (Erik the Viking)                                               | Freya                     | Terry Jones                            |
| 1990 | Living Doll                                                                 | pani Swartz               | George Dugdale, Peter Mackenzie Litten |
| 1991 | Największy koszmar Ernesta (Ernest Scared Stupid)                           | starsza pani Hackmore     | John R. Cherry III                     |
| 1992 | Bumerang (Boomerang)                                                        | Lady Eloise               | Reginald Hudlin                        |
| 1993 | Fatalny instynkt (Fatal Instinct)                                           | sędzia pierwszej rozprawy | Carl Reiner                            |
| 1996 | Harriet szpieg (Harriet the Spy)                                            | Agatha K. Plummer         | Bronwen Hughes                         |
| 1997 | Ill Gotten Gains                                                            | drewno (głos)             | Joel B. Marsden                        |
| 1998 | W dniu mojej śmierci ocknąłem się wcześnie (I Woke Up Early the Day I Died) | kult wodza                | Aris Iliopulos                         |
| 1998 | Księga dżungli. Opowieść Mowgliego (The Jungle Book: Mowgli’s Story)        | Bagheera (głos)           | Nick Marck                             |
| 2000 | Nowe szaty króla (The Emperor’s New Groove)                                 | Yzma (głos)               | Mark Dindal                            |
| 2001 | Biesiada wszystkich świętych (The Feast of All Saints, TV)                  | Lola Dede                 | Peter Medak                            |
| 2002 | Anything But Love                                                           | w roli samej siebie       | Robert Cary                            |
| 2003 | Kto pod kim dołki kopie... (Holes)                                          | Madame Zeroni             | Andrew Davis                           |
| 2005 | Nowe szaty króla 2: Kronk – Nowe wcielenie (Kronk’s New Groove)             | Yzma (głos)               | Saul Andrew Blinkoff, Elliot Bour      |
| 2006 | Preaching to the Choir                                                      | siostra Nettie            | Charles Randolph-Wright                |
| 2007 | Potem przyszła miłość (And Then Came Love)                                  | Mona                      | Richard Schenkman                      |

### Seriale
- 1952–1963: The Ed Sullivan Show – w roli samej siebie
- 1965: Prawo Burke’a jako Honoria De Witt
- 1967: Mission: Impossible jako Tina Maria
- 1967–1968:  Batman jako Selina Kyle / Kobieta-Kot
- 1978: Sierżant Anderson jako Amelia
- 1985: Policjanci z Miami jako kapłanka Santeria Chata
- 1995: Magiczny autobus jako pani Franklin (głos)
- 1995: Oblicza Nowego Jorku jako pani Stubbs
- 1996: Pomoc domowa – w roli samej siebie
- 1998: Dzika rodzinka jako lwica (głos)
- 1999:  Sławny Jett Jackson jako Albertine Whethers
- 2002–2006: Z życia nastoletniego robota jako królowa Vexus (głos)
- 2006–2008: Nowa szkoła króla jako Yzma (głos)
- 2007: Amerykański tata jako wróżka (głos)
- 2009: Wspaniałe zwierzaki jako fajny kot (głos)
- 2010: Simpsonowie – w roli samej siebie (głos)

## Dyskografia
Albumy studyjne

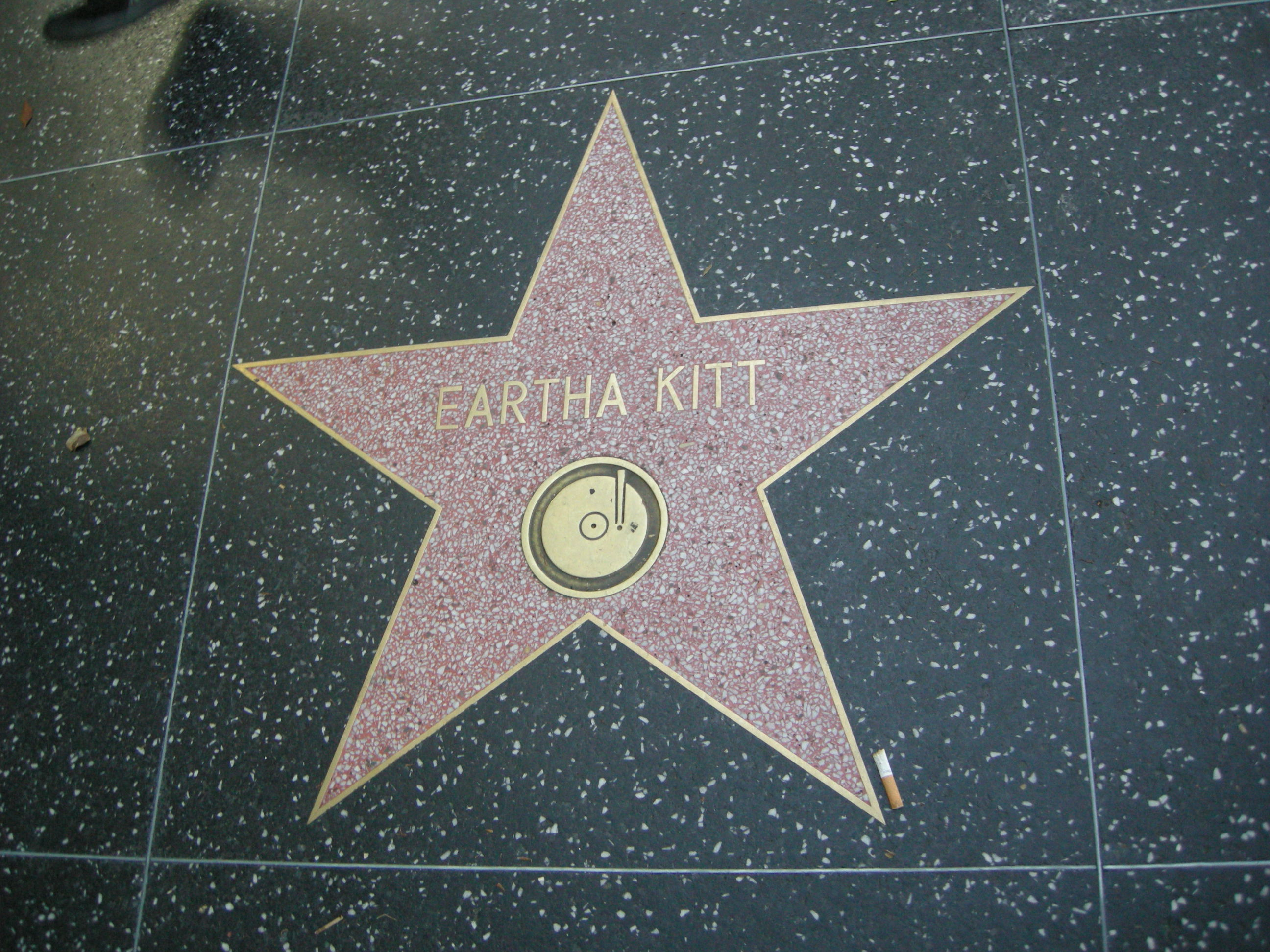
Gwiazda Earthy Kitt na Walk of Fame

- Leonard Sillman’s New Faces of 1952 (Original Cast) (1952)
- RCA Victor Presents Eartha Kitt  (1953)
- That Bad Eartha  (1954)
- Mrs. Patterson (Original Cast Recording) (1954)
- Down to Eartha (1955)
- That Bad Eartha (1956)
- Thursday’s Child (1957)
- St. Louis Blues (1958)
- The Fabulous Eartha (1959)
- Revisited (1960)
- Bad But Beautiful (1962)
- The Romantic Eartha (1962)
- Love for Sale (1965)
- Canta en Castellano (1965)
- Sentimental Eartha (1970)
- I Love Men (1984)
- I’m Still Here (1989)
- Thinking Jazz (1991)
- Back in Business (1994)
- The Best of Eartha Kitt: Where is My Man? (1995)
- Heavenly Eartha (2002)
- Dinner in Paris (2002)